# Бёльке, Освальд
Освальд Бёльке (нем. Oswald Boelcke; 19 мая 1891, Гибихенштайн — 28 октября 1916, Бапом) — немецкий военный лётчик и тактик времён Первой мировой войны, автор основных правил воздушного боя Dicta Boelcke, один из первых асов в истории мировой авиации.

## Ранние годы жизни, начало службы
Освальд Бёльке родился 19 мая 1891 года в Гибихенштайне, около Галле в Саксонии, в семье школьного учителя, где был третьим из шести детей.
Мечтая о военной карьере, он в марте 1911 года вступил в Прусский кадетский корпус. Незадолго до войны в ранге унтер-офицера войск связи получил распределение в 3-й телеграфный батальон, расквартированный в Кобленце. Проявив интерес к авиации во время манёвров, он, пройдя соответствующую подготовку (получил квалификацию лётчика 15 августа 1914 года), стал сначала наблюдателем, а затем и пилотом двухместного разведчика.
В начале войны он летал в авиационной части FA 13 во Франции со своим братом Вильгельмом, который был его наблюдателем. В октябре 1914 года Освальд был награждён Железным крестом 2-го класса, а в феврале 1915 года — Железным крестом 1-го класса.
После перевода в авиационную часть FA 62, Бёльке одержал свою первую воздушную победу 4 июля, летая на LVG C.I — вражеский Morane Parasol обстрелял и сбил его наблюдатель лейтенант Хайнц фон Вюлиш.
Горя желанием лично сбивать вражеские самолёты, он стал пилотом одноместного истребителя, как только FA 62 получил пару новейших Fokker E.I, предназначавшихся для эскорта разведывательных аппаратов. В июле он стал летать на истребителе и 19 августа одержал свою первую победу.
Его часть базировалась в Дуэ, где он подружился с своим напарником лейтенантом Максом Иммельманом; оба лётчика одновременно начали свою карьеру истребителей. Каждый из них в ноябре 1915 года получил Рыцарский крест ордена Дома Гогенцоллернов с мечами, а 12 января 1916 года оба аса были награждены орденом Pour le Mérite, высшей офицерской военной наградой Пруссии. У обоих на счету было по 6 сбитых вражеских самолётов.
В марте 1916 года Освальд пересел на новою модель истребителя, моноплан Fokker E.IV, и одержал ещё несколько воздушных побед. После гибели в бою Иммельмана в июне 1916 года Бёльке был отозван с фронта и отправлен в инспекционную поездку на юго-восток, проходившую через Вену, Будапешт, Белград и заканчивавшуюся в Турции. Во время этой поездки он написал наставление о способах ведения воздушного боя и методике организации истребительных авиачастей.

## Jasta 2
Когда в июле 1916 года началось сражение на Сомме, он был оперативно возвращён во Францию и получил под своё командование истребительную эскадрилью Jasta 2, имея при этом возможность самостоятельно отбирать пилотов. Среди отобранных им лётчиков были Манфред фон Рихтгофен (впоследствии известный как «Красный барон») и Эрвин Бёме. На счету Бёльке было уже 19 воздушных побед.

На следующее утро Бёльке должен был вылететь с нами — новичками. Никто из нас ещё не получил признания. Поэтому всё, что говорил Бёльке, было для нас святой истиной. В течение последних нескольких дней он ежедневно «подстреливал на завтрак», по его выражению, одного-двух англичан.
— Манфред фон Рихтгофен
В течение месяца после формирования Jasta 2 он увеличил свой счёт до 29 побед. А ещё через месяц, к концу октября 1916 года, он уже имел на своём счету 40 сбитых вражеских самолётов.

## Смерть в бою
28 октября он поднял свой самолёт в воздух в последний раз. Его сопровождали пять пилотов, среди которых были Манфред фон Рихтгофен и Эрвин Бёме. Вшестером они атаковали два английских одноместных истребителя Airco DH.2 из 24-й эскадрильи британских Королевских ВВС. Перед атакой Бёльке неправильно пристегнул свой ремень.
Во время боя Бёме и Бёльке не заметили друг друга, атакуя одну цель, и столкнулись — Бёме зацепил колёсами верхнее крыло самолёта Бёльке, который сразу же стал снижаться и пропал в облаках. Верхнее крыло оторвалось, но Бёльке удалось относительно удачно посадить свой Albatros D.II. И хотя удар об землю был не очень сильным, неправильно пристёгнутый ремень и то, что Бёльке никогда не надевал шлем перед полётом, стали причиной трагедии.
Минутой спустя безжизненное тело пилота извлекли из разбитого самолёта. Гауптман Освальд Бёльке, основоположник основных тактических идей воздушного боя, сбивший 40 самолётов противника, погиб в возрасте 25 лет.

Издалека мы заметили в воздухе двух нахальных англичан, которые, казалось, наслаждались этой дрянной погодой. Нас было шестеро, а их двое. Даже если бы их было двадцать, и Бёльке дал бы нам сигнал к атаке, мы вовсе не удивились бы.

Завязался обычный бой. Бёльке взялся за одного, я — за другого. Мне пришлось отпустить его из-за того, что помешала одна из немецких машин. Я оглянулся и заметил, что Бёльке разделывается со своей жертвой примерно в 200 метрах от меня.

Это было обычным явлением — Бёльке дрался с противником, а мне приходилось лишь наблюдать. Рядом с ним летел его хороший друг. Бой был интересным. Оба стреляли. Было похоже, что англичанин вот-вот упадет.

Вдруг мое внимание привлекло какое-то неестественное движение двух немецких самолетов. Я тут же подумал: «Столкновение». Правда, до сих пор я ещё не видел столкновения в воздухе и представлял его себе иначе. В действительности же две машины просто соприкоснулись. Однако если машины идут на такой огромной скорости, даже при малейшем их контакте происходит сильнейшее сотрясение.

Бёльке отстал от своей жертвы и спускался большими кругами. У меня не было ощущения, что он падает, но, увидев его под собой, я обнаружил, что часть его самолета отвалилась. Я не мог видеть, что происходило потом. Попав в облака, его машина стала неуправляемой. Она падала. Все это время её сопровождал преданный друг Бёльке.

Когда мы добрались до дома, нас уже ждало известие: «Бёльке погиб!».
— Манфред фон Рихтгофен
Вечером в день его гибели на аэродром Первого истребительного соединения английский самолёт сбросил вымпел с надписью: «В память о капитане Бёльке, нашем мужественном и благородном сопернике, от британских Королевских воздушных сил».
Бёльке был среди пилотов-истребителей абсолютным авторитетом. После его гибели Jasta 2 была переименована в Jasta Boelcke.
Освальд Бёльке был торжественно похоронен на кладбище Эренфридхоф в Дессау.

## Аналитик и тактик
Бёльке одним из первых увидел в аэроплане не только средство ведения разведки и бомбометания, но и аппарат для борьбы с воздушным противником. Ещё до появления истребителей теоретически разработал ряд тактических приёмов воздушного боя. Создание первых боевых машин, вооружённых курсовым синхронным оружием, дало возможность воплотить эти идеи на практике.
Бёльке тщательно обучал своих лётчиков взаимодействию, прежде чем допустить их к полётам против врага. Как и в остальном, Бёльке был осторожным аналитиком. Он понимал, что следует искать преимущества, и постепенно его тактическое мышление совершенствовалось. Это вылилось в его так называемые Dicta Boelcke, где он определил правила воздушного боя, основное внимание уделяя достижению внезапности и наиболее выгодной позиции. Впоследствии это полностью изменило тактические взгляды военных, доказав необходимость группировать истребители. Он был также первым, кто изучал самолёты противника, используя экземпляры, захваченные в лётном состоянии.
Освальда Бёльке в Германии называют отцом немецкой истребительной авиации. Его имя традиционно носит одна из истребительных эскадрилий ВВС Германии.

## Список побед Освальда Бёльке
| № п/п | Дата             | Сбитый самолёт      | Часть сбитого    | Место               | Время | Часть Бёльке |
| ----- | ---------------- | ------------------- | ---------------- | ------------------- | ----- | ------------ |
| 1     | 4 июля 1915      | Morane Parasol      | ?                | Валансьен           | ?     | FA 62        |
| 2     | 19 августа 1915  | Bristol Biplane     | ?                | линия фронта        | вечер | FA 62        |
| 3     | 9 сентября 1915  | Morane (двухмест.)  | ?                | линия фронта        | вечер | FA 62        |
| 4     | 25 сентября 1915 | Voisin-Farman       | ?                | Понт-а-Муссон       | ?     | FA 62        |
| 5     | 16 октября 1915  | Voisin              | ?                | Сен-Супле           | утро  | FA 62        |
| 6     | 30 октября 1915  | Франц. разведчик    | ?                | Таюр                | утро  | FA 62        |
| 7     | 5 января 1916    | B.E.2c              | 1734, 2 эск.     | Арн                 | ?     | FA 62        |
| 8     | 12 января 1916   | R.E.7               | 2287, 12 эск.    | сев.-вост. Туркуэна | утро  | FA 62        |
| 9     | 14 января 1916   | B.E.2c              | 4087, 8 эск.     | ок. Флери           | 10:15 | FA 62        |
| 10    | 12 марта 1916    | Farman              | ?                | вост. Мара          | 11:30 | FA 62        |
| 11    | 13 марта 1916    | Voisin              | ?                | Малинкур            | 13:00 | FA 62        |
| 12    | 19 марта 1916    | Farman              | MF.19            | Кюисси              | 13:00 | FA 62        |
| 13    | 21 апреля 1916   | Farman              | ?                | лес Фоссе           | 11:15 | FA 62        |
| 14    | 28 апреля 1916   | Caudron             | ?                | ок. Во              | утро  | FA 62        |
| 15    | 1 мая 1916       | Франц. биплан       | ?                | линия фронта        | вечер | FA 62        |
| 16    | 18 мая 1916      | Caudron G.IV        | ?                | ок. Рипона          | вечер | FA 62        |
| 17    | 21 мая 1916      | Nieuport            | ?                | Морт-Омм            | утро  | FA 62        |
| 18    | 21 мая 1916      | Nieuport            | ?                | Буа-де-Эсс          | вечер | FA 62        |
| 19    | 27 июня 1916     | Nieuport            | ?                | Дуомон              | вечер | FA 62        |
| 20    | 2 сентября 1916  | Airco DH.2          | 7895, 32 эск.    | Тьепваль            | 19:15 | Jasta 2      |
| 21    | 8 сентября 1916  | F.E.2b              | 4921, 22 эск.    | Флери               | 18:25 | Jasta 2      |
| 22    | 9 сентября 1916  | Airco DH.2          | 7842, 24 эск.    | ок. Бапома          | 18:40 | Jasta 2      |
| 23    | 14 сентября 1916 | Sopwith 1½ Strutter | A987, 70 эск.    | Бапом               | 9:15  | Jasta 2      |
| 24    | 14 сентября 1916 | Airco DH.2          | 7873, 24 эск.    | Дрианкур            | 10:10 | Jasta 2      |
| 25    | 15 сентября 1916 | Sopwith 1½ Strutter | A895, 70 эск.*   | Ипр                 | 8:00  | Jasta 2      |
| 26    | 15 сентября 1916 | Sopwith 1½ Strutter | A903, 70 эск.    | Этерпиньи           | 8:15  | Jasta 2      |
| 27    | 17 сентября 1916 | F.E.2b              | 7019, 11 эск.    | Эканкур             | 11:35 | Jasta 2      |
| 28    | 19 сентября 1916 | Morane Bullet       | A204, 60 эск.    | лес Гревиллер       | 19:30 | Jasta 2      |
| 29    | 29 сентября 1916 | Martinsyde G.100    | A1568, 27 эск.   | Эрвиллер            | 10:00 | Jasta 2      |
| 30    | 1 октября 1916   | Истребитель         | ?                | сев.-зап. Флери     | ?     | Jasta 2      |
| 31    | 7 октября 1916   | Nieuport 12         | ?                | Морваль             | ?     | Jasta 2      |
| 32    | 10 октября 1916  | F.E.2b              | 23 эск.          | Морваль             | день  | Jasta 2      |
| 33    | 16 октября 1916  | B.E.2d              | 6745, 15 эск.    | Эбютерн             | 14:20 | Jasta 2      |
| 34    | 16 октября 1916  | Airco DH.2          | A2542, 24 эск.** | сев. Боланкура      | 17:45 | Jasta 2      |
| 35    | 17 октября 1916  | F.E.2b              | 11 эск.          | зап. Бюллекура      | 12:10 | Jasta 2      |
| 36    | 20 октября 1916  | F.E.2b              | 7674, 11 эск.    | зап. Аньи           | 10:30 | Jasta 2      |
| 37    | 22 октября 1916  | Sopwith 1½ Strutter | 45 эск.          | лес Гревиллер       | 11:50 | Jasta 2      |
| 38    | 22 октября 1916  | B.E.12              | 6654, 21 эск.    | юго-зап. Бапома     | 16:40 | Jasta 2      |
| 39    | 25 октября 1916  | B.E.2c              | 5831, 7 эск.     | Пьюизе-о-Мон        | 12:10 | Jasta 2      |
| 40    | 26 октября 1916  | B.E.2c              | 5 эск.           | юго-зап. Серра      | 16:45 | Jasta 2      |

* — капитан Г. Л. Круйкшанк, кавалер ордена «За исключительные заслуги» и Военного креста.

** — капитан П. А. Ланган-Бирн, кавалер ордена «За исключительные заслуги».

## Награды
- Железный крест (1914) 2-го и 1-го класса (Королевство Пруссия)
- Крест Фридриха 2-го класса (31 января 1915) (Герцогство Ангальт)
- Королевский орден Дома Гогенцоллернов рыцарский крест с мечами (3 ноября 1915) (Королевство Пруссия)
- Орден Альбрехта Медведя рыцарский крест 2-го класса (серебряный) с мечами
- Орден Альбрехта Медведя рыцарский крест 1-го класса (золотой)
- Орден «За военные заслуги» 4-го класса с мечами (3 ноября 1915) (Королевство Бавария)
- Спасательная медаль (30 ноября 1915) (Королевство Пруссия)
- Почётный кубок за победу в воздушном бою (24 декабря 1915)
- Орден «Pour le Mérite» (12 января 1916) (Королевство Пруссия)
- Железный полумесяц (23 июля 1916) (Османская империя)
- Орден Саксен-Эрнестинского дома рыцарский крест 1-го класса с мечами (31 июля 1916)
- Орден «За храбрость» 4-го класса (9 августа 1916) (Третье Болгарское царство)
- Орден Железной короны 3-го класса с воинским отличием (29 октября 1916) (Австро-Венгрия)